# Carl Fredrik Hill
Carl Fredrik Hill (ur. 31 maja 1849 w Lund, zm. 22 lutego 1911 tamże) – szwedzki malarz pejzażysta.
Urodził się w rodzinie profesora matematyki, po studiach w Akademii Sztuk Pięknych w Sztokholmie wyjechał do Francji. Tam znalazł się pod wpływem twórczości Corota i barbizończyków i wypracował własny styl. Malował przede wszystkim sentymentalne pejzaże odznaczające się intensywną kolorystyką. Jego próby wystawiania w paryskim Salonie były nieudane, większość prac została odrzucona. W latach 1875-1878 twórczość Hilla stopniowo ewoluowała w kierunku ekspresjonizmu, a artysta koncentrował się na poszukiwaniu nowych środków wyrazu.
Kariera malarza załamała się w 1878 roku, gdy stwierdzono u niego nieuleczalną chorobę psychiczną. Przez resztę życia znajdował się pod opieką rodziny i był niezdolny do samodzielnego życia. W czasie choroby nadal intensywnie pracował zajmując się głównie grafiką, rysował ołówkiem, piórkiem, posługiwał się akwarelami i pastelami. Z tego okresu zachowało się kilka tysięcy jego prac, z których większość znajduje się obecnie w Szwecji m.in. w Nationalmuseum w Sztokholmie, Malmö konstmuseum i Muzeum Sztuki w Göteborgu.
Artysta uważany jest obecnie za czołowego szwedzkiego ekspresjonistę i prekursora surrealizmu. Jego twórczością inspirowało się wielu artystów, m.in. Arnulf Rainer, Per Kirkeby, Georg Baselitz, Torsten Andersson i Donald Baechler.

## Prace

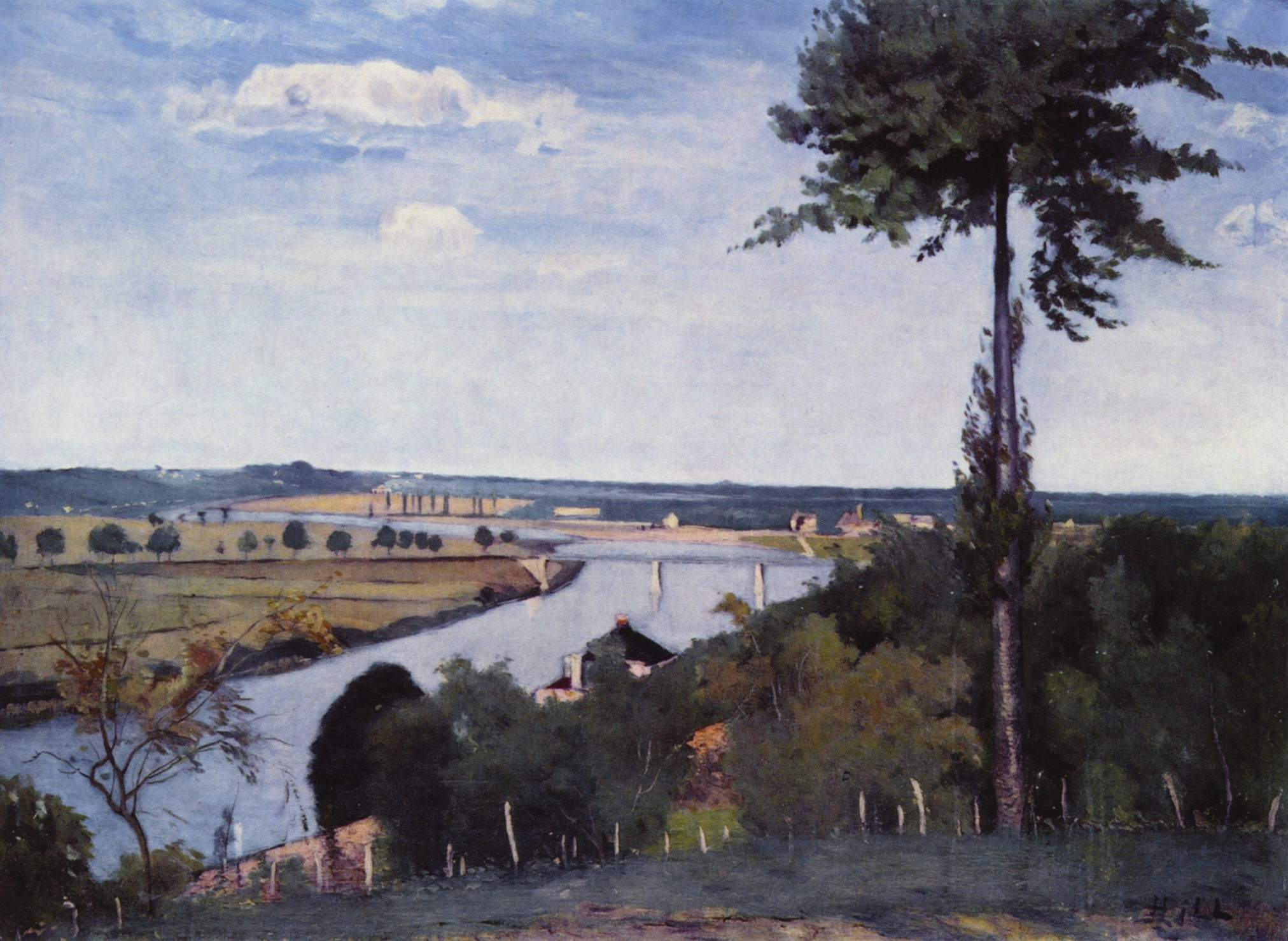
Widok na Sekwanę, 1877
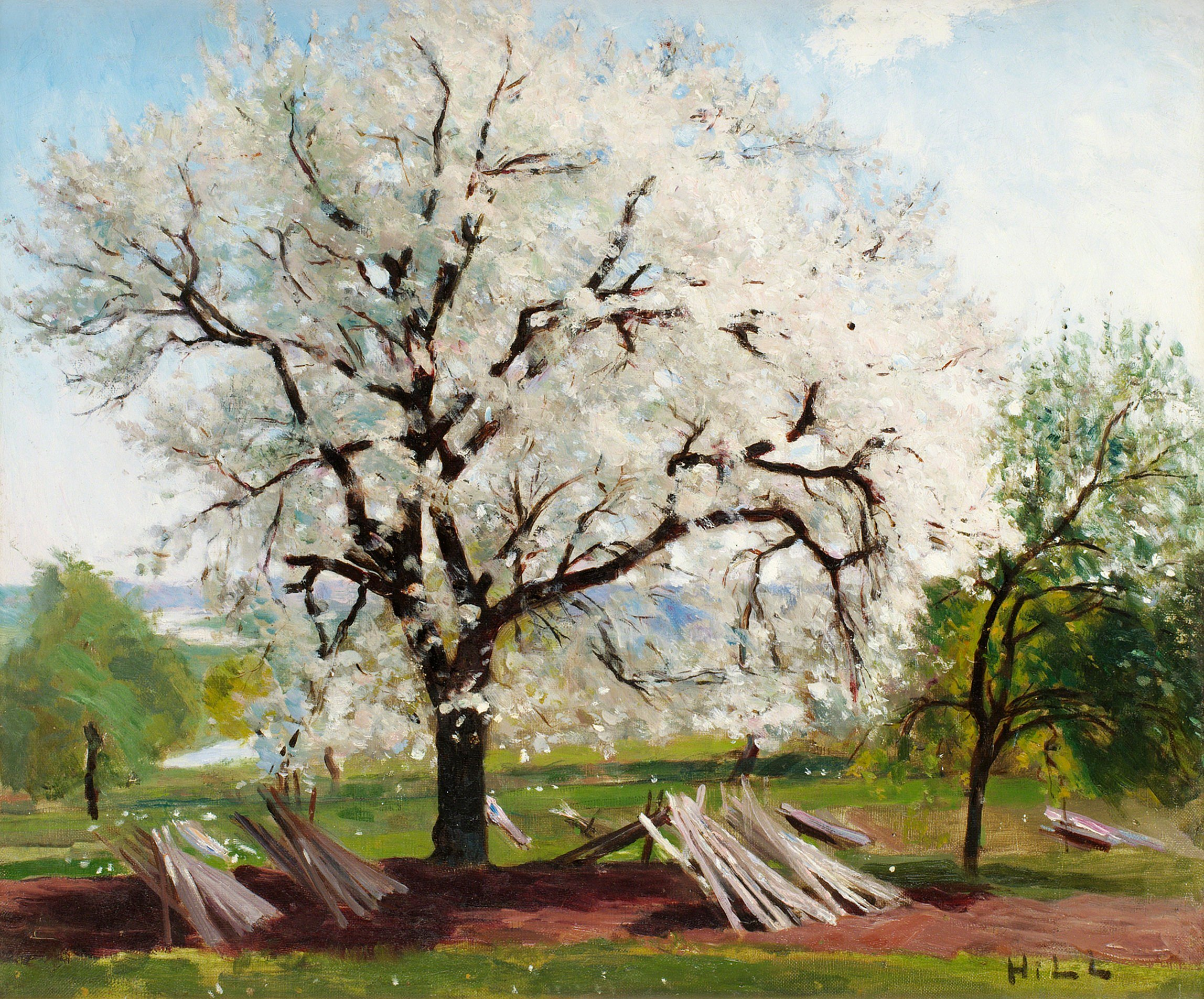
Kwitnące drzewo, 1877
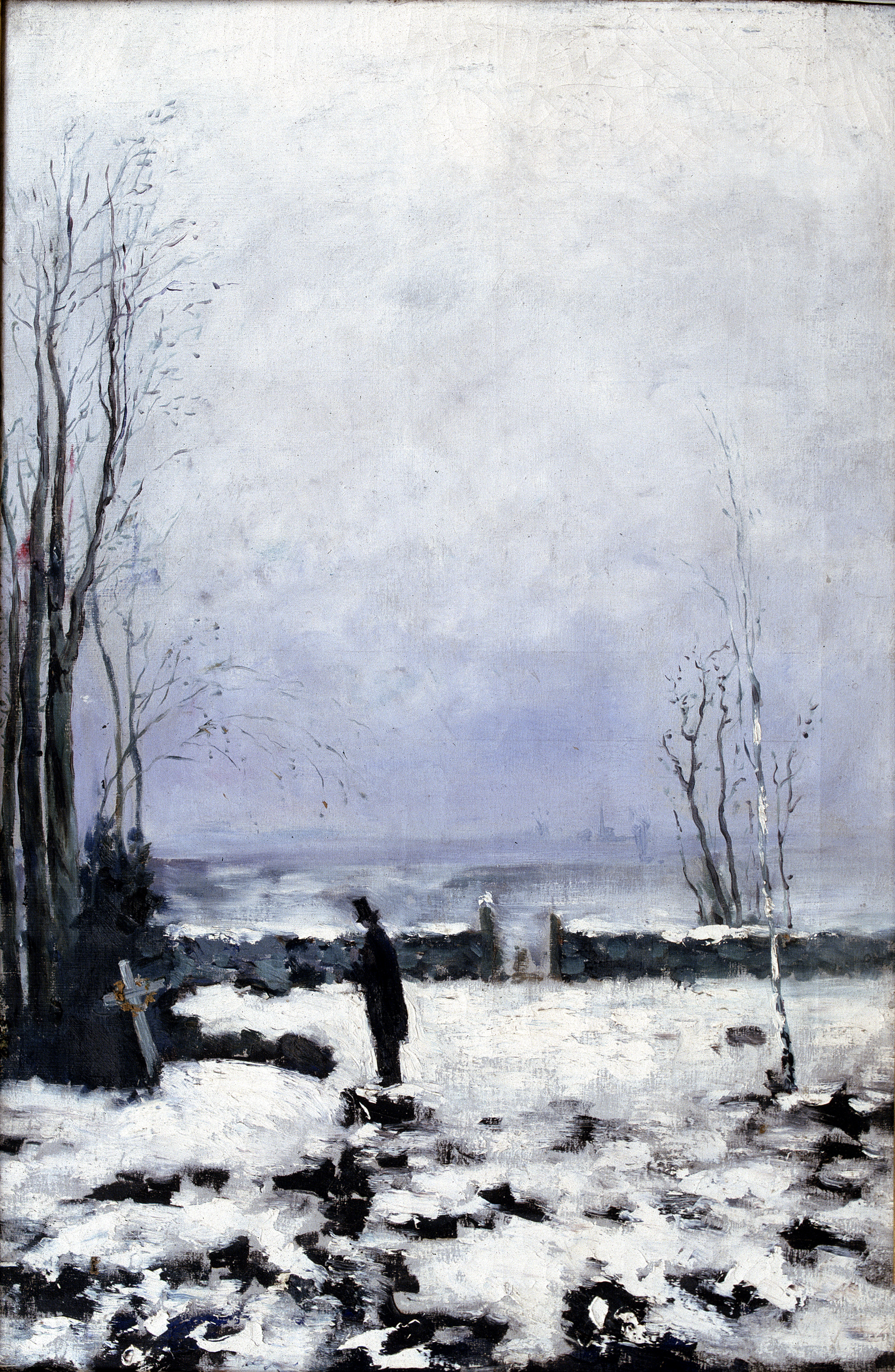
Cmentarz, 1877
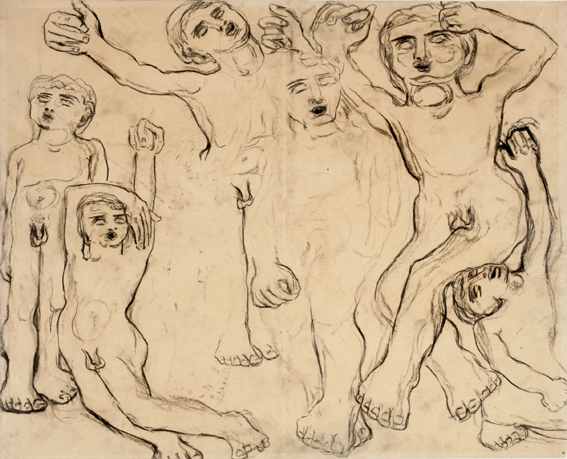
Rysunek, po 1883